# Daniel Paulista
Daniel Pollo Baroni (Ribeirão Preto, Brasil, 5 de mayo de 1982), más conocido como Daniel Paulista, es un exjugador y entrenador de fútbol brasileño. Actualmente dirige al Sport Recife.

## Trayectoria

### Como jugador
Paulista nació en Ribeirão Preto, São Paulo, y comenzó su carrera en el Comercial-SP, su club natal. En 2003, fichó por el Santos, donde fue el suplente inmediato de Paulo Almeida, tras finalizar segundo en la liga. En 2004, el nuevo entrenador Vanderlei Luxemburgo lo consideró como excedente y le rescindieron su contrato el 6 de julio. Posteriormente, jugó para el Juventude, el Sertãozinho y el São Caetano durante los dos años siguientes, destacando únicamente en este último.
En 2007, fichó por el Corinthians, pero fue cedido al Náutico en mayo de ese año. El 2 de enero de 2008, tras finalizar su cesión, fichó por el Sport Recife. En septiembre de 2008, tras ganar la Copa de Brasil, se trasladó al extranjero por primera vez en su carrera, tras firmar un contrato de cuatro años con el Rapid de Bucarest por €800.000. Sin embargo, en enero del año siguiente, abandonó el club tras pocas apariciones y regresó al Sport. En la última etapa de su carrera, representó al Botafogo-SP, Comercial-SP, Audax y ABC, retirándose con este último en 2014 a los 32 años.

### Como entrenador
En julio de 2014, Paulista regresó al Sport Recife como asistente de Eduardo Baptista. El 17 de septiembre de 2015, tras la marcha de Baptista al Fluminense, fue nombrado técnico interino hasta la llegada de Paulo Falcão. El 13 de octubre de 2016, tras la salida de Oswaldo de Oliveira, asumió al frente del primer equipo hasta el final de la temporada. Regresó a su cargo anterior al año siguiente, pero posteriormente actuó como interino en dos ocasiones más.
El 7 de mayo de 2018, fue anunciado como entrenador de Boa Esporte. Fue despedido un mes después, el 24 de junio de 2018, después de una derrota por 2-0 ante Vila Nova.
El 12 de marzo de 2019, asumió al frente de Confiança. Tras implementar algunos cambios, logró una buena racha con el equipo en la Serie C y, el 7 de septiembre, ascendió a la Serie B en 2020.
El 15 de febrero de 2020, regresó al Sport Recife en lugar del despedido Guto Ferreira. Después de la quinta jornada del Brasileirão, el 20 de agosto, el club prescindió de sus servicios. El 16 de septiembre, inició una nueva etapa al frente de Confiança. El 10 de mayo de 2021, fue despedido tras ser eliminado de la Copa de Brasil, la Copa del Nordeste y el Sergipano.
El 24 de mayo de 2021, fue contratado por el Guarani de la Série B. El 4 de mayo de 2022, fue despedido después de casi un año al frente del club. Diez días más tarde, se hizo cargo del CRB. El 3 de noviembre de 2022, tras desacuerdos internos, se anunció su salida del cargo. El 28 de mayo de 2023, poco más de 6 meses después de dejar su puesto, se anunció su regreso al club brasileño. El 5 de septiembre de 2024, después de 11 partidos sin ganar, fue relevado de sus funciones.
El 13 de marzo de 2025, sustituyó a Rodrigo Santana al frente del Remo. No obstante, el 6 de junio de 2025, solicitó dejar su cargo para dirigir al Sport Recife después de que el club pagara su cláusula de rescisión.

## Clubes

### Como jugador
| Club              | País    | Año       |
| ----------------- | ------- | --------- |
| Comercial-SP      | Brasil  | 2002      |
| Santos            | Brasil  | 2003-2004 |
| Juventude         | Brasil  | 2005      |
| Sertãozinho       | Brasil  | 2006      |
| São Caetano       | Brasil  | 2006      |
| Corinthians       | Brasil  | 2007      |
| Náutico (cedido)  | Brasil  | 2007      |
| Sport Recife      | Brasil  | 2008      |
| Rapid de Bucarest | Rumania | 2008      |
| Sport Recife      | Brasil  | 2009-2011 |
| Botafogo-SP       | Brasil  | 2012      |
| Comercial-SP      | Brasil  | 2012      |
| Audax             | Brasil  | 2013      |
| ABC               | Brasil  | 2014      |

### Como entrenador
| Club         | País   | Año           |
| ------------ | ------ | ------------- |
| Sport Recife | Brasil | 2015          |
| Sport Recife | Brasil | 2016-2017     |
| Sport Recife | Brasil | 2017          |
| Boa Esporte  | Brasil | 2018          |
| Confiança    | Brasil | 2019-2020     |
| Sport Recife | Brasil | 2020          |
| Confiança    | Brasil | 2020-2021     |
| Guarani      | Brasil | 2021-2022     |
| CRB          | Brasil | 2022          |
| CRB          | Brasil | 2023-2024     |
| Remo         | Brasil | 2025          |
| Sport Recife | Brasil | 2025-presente |